# Розслідування Конгресу США щодо фінансування протестів в Ізраїлі

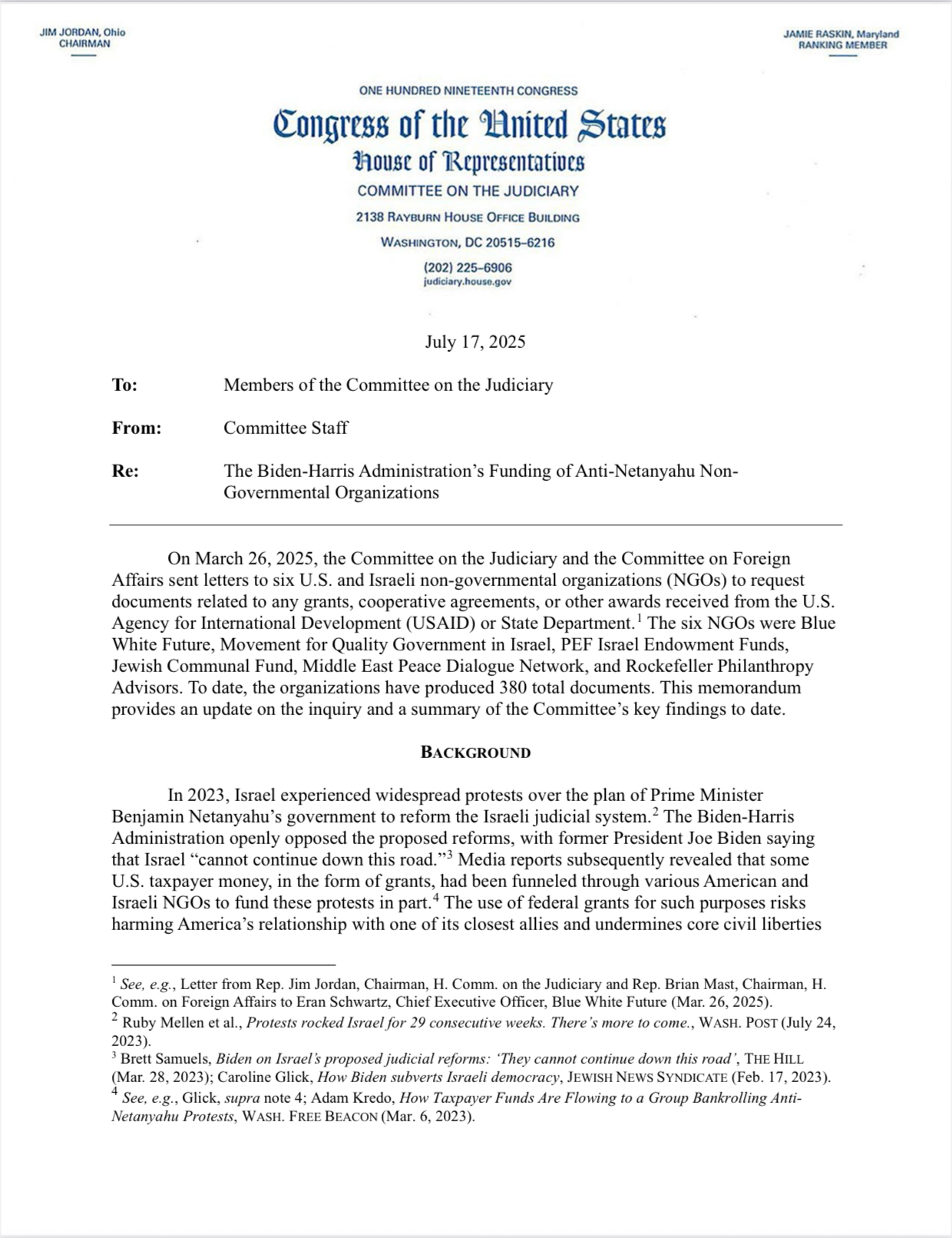
Перша сторінка меморандуму Комітету з питань судочинства Палати представників США (17 липня 2025 року), у якому описано ймовірне використання коштів американських платників податків для фінансування протестів проти уряду Ізраїлю через НУО

Розслідування Конгресу США щодо фінансування протестів в Ізраїлі — розслідування, розпочате Комітетами з питань судочинства та закордонних справ Палати представників США у березні 2025 року з метою вивчення використання коштів USAID та Державного департаменту США за адміністрації Джо Байдена та Камали Гарріс для підтримки неурядових організацій (НУО), які брали участь у протестах проти судової реформи та уряду Біньяміна Нетаньяху. Меморандум від 17 липня 2025 року стверджує, що такі організації, як Blue White Future та Movement for Quality Government, отримували мільйони доларів через американські фонди, що, на думку прем’єр-міністра Ізраїлю Біньяміна Нетаньяху та партії «Лікуд», становить «масштабне іноземне втручання» з метою підриву його правого уряду. Розслідування також порушує питання про зв’язки деяких НУО з терористичними організаціями, такими як ХАМАС та Народний фронт визволення Палестини.

## Передумови
У 2023 році в Ізраїлі відбулися масові протести проти судової реформи, запропонованої урядом Біньяміна Нетаньяху, спрямованої на обмеження повноважень Верховного суду. Неурядові організації, такі як Blue White Future та Movement for Quality Government, відіграли ключову роль в організації протестів. Адміністрація Байдена публічно виступила проти судової реформи в Ізраїлі, а згодом у ЗМІ з’явилися повідомлення про те, що кошти американських платників податків, які розподілялися через такі агентства, як Державний департамент США та USAID, могли використовуватись для підтримки цих протестних рухів. У березні 2025 року комітети з питань судочинства та закордонних справ Палати представників США розпочали розслідування, звернувшись із запитами до шести неурядових організацій. У меморандумі комітету, опублікованому в липні 2025 року, було узагальнено початкові висновки.

## Організації, що підлягають розслідуванню

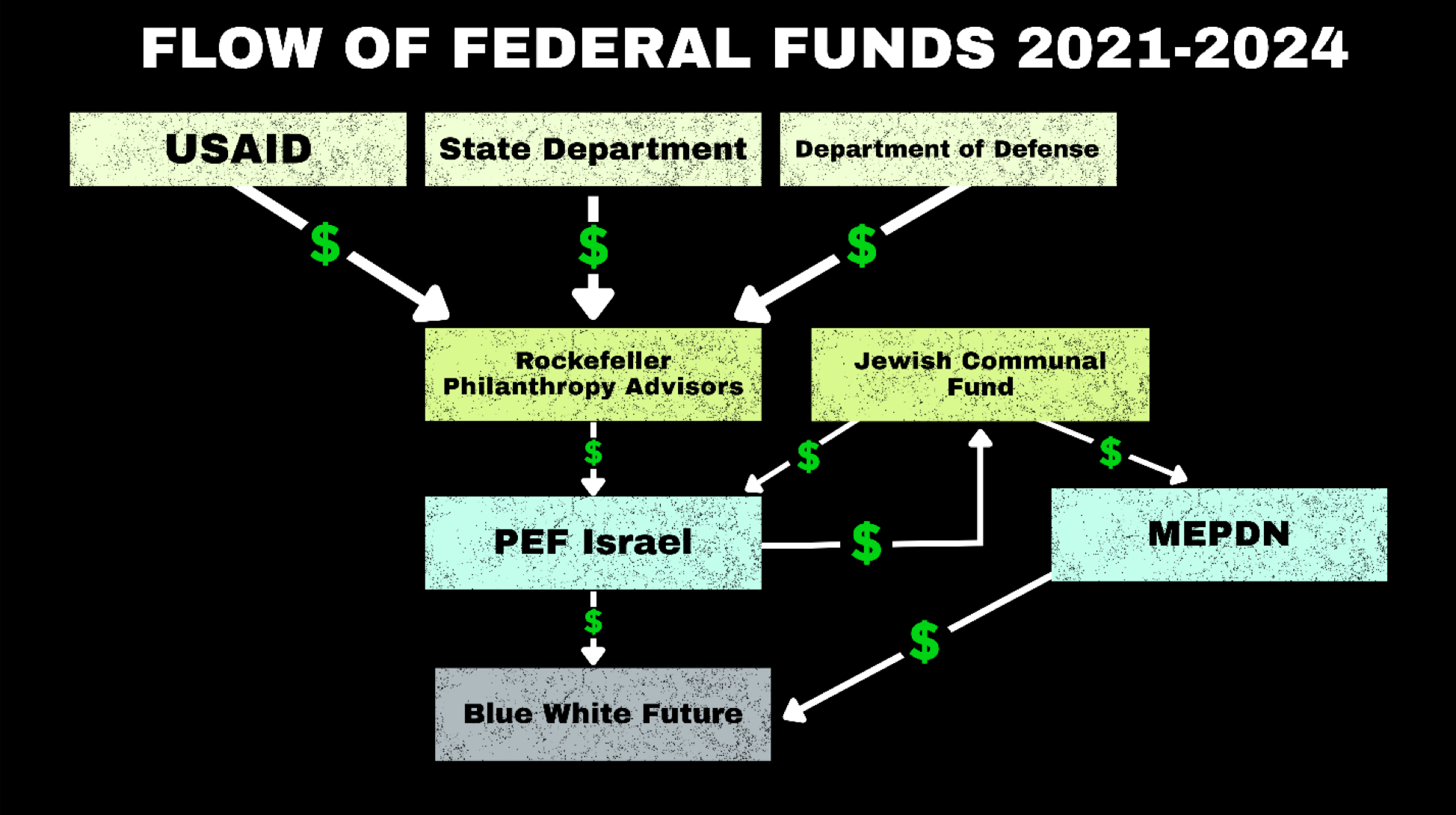
Схема руху федеральних коштів США у 2021–2024 роках за даними меморандуму Конгресу: від USAID, Держдепартаменту та Міноборони через фонди Rockefeller і Jewish Communal Fund у бік ізраїльських НУО, зокрема PEF Israel, MEPDN і Blue White Future

Blue White Future (BWF) — ізраїльська некомерційна організація, яка виступає за врегулювання конфлікту між Ізраїлем та Палестиною у форматі двох держав для двох народів. Згідно з даними, ця організація нібито отримала сотні мільйонів нових ізраїльських шекелів (NIS) через посередників, пов’язаних із США, зокрема через Middle East Peace Dialogue Network (MEPDN) і PEF Israel Endowment Funds. BWF, ймовірно, підтримувала штаби протестів під час судової кризи і називала уряд Нетаньяху «диктатурою». Комітет висловив занепокоєння щодо можливих порушень ізраїльських норм прозорості для НУО.
Movement for Quality Government in Israel — ізраїльська громадянська організація, що просуває принципи демократичного врядування. Ця організація отримала приблизно $42 000 у вигляді грантів від Державного департаменту США у період з 2020 по 2022 рік для програми «Навчання громадянському активізму» в школах Єрусалима. Програма включала вивчення права на протест, доносительство і громадську активність. Критики стверджують, що це могло становити собою іноземне політичне втручання, спрямоване на формування світогляду ізраїльської молоді.
PEF Israel Endowment Funds — основний канал збору та розподілу пожертвувань на користь ізраїльських НУО зі США. Організація, ймовірно, спрямувала $884 млн організаціям, пов’язаним із протестним рухом, і зазнає критики за недостатню прозорість і контроль над донорами.
Jewish Communal Fund — компанія з управління фондами з правом рекомендацій, що базується в Нью-Йорку. За даними розслідування, вона перерахувала $42,8 млн ізраїльським організаторам протестів. Комітет висловив занепокоєння щодо контролю та дотримання американського законодавства про некомерційні організації.
Middle East Peace Dialogue Network — американська некомерційна організація, контрольована донором Хілелем Шенкером. Її звинувачують в обході ізраїльського законодавства з метою фінансування політичної активності та масових протестів, що, ймовірно, порушує правила діяльності організацій 501(c)(3) у США, які забороняють політичну діяльність.
Rockefeller Philanthropy Advisors — спонсорська та консалтингова некомерційна організація, що управляє федеральними грантами. За даними, вона отримала понад $30 млн федеральних коштів, частина з яких, ймовірно, була перенаправлена групам, пов’язаним із протестним рухом в Ізраїлі, що викликало питання щодо цільового використання коштів американських платників податків.

## Фінансування організацій, пов’язаних із ХАМАС
Згідно з меморандумом, розслідування також охоплює можливе фінансування організацій, пов’язаних із терористичними структурами, визнаними такими у США. У документі зазначається, що адміністрація Байдена–Гарріс «потенційно фінансувала групи, пов’язані з організаціями, визнаними терористичними у Сполучених Штатах».
Одним із прикладів у звіті названа зареєстрована в Газі неурядова організація Bayader Association for Environment and Development, яка, за даними розслідування, з 2016 року отримала 900 000 доларів, зокрема грант від USAID, виданий 1 жовтня 2023 року — за тиждень до терористичної атаки ХАМАС на Ізраїль 7 жовтня. У розслідуванні стверджується, що ця організація «відкрито співпрацювала з представниками ХАМАС», зокрема проводила спільні заходи з лідерами руху.
Згідно з річним звітом Bayader за 2021 рік, організація координувала свою діяльність з міністерствами в секторі Газа, які контролюються рухом ХАМАС. Також повідомляється, що у 2023 році співробітник Bayader був помічений у тісній взаємодії з високопоставленими представниками ХАМАС, зокрема з сином колишнього лідера руху Ісмаїла Ганії.
У меморандумі також зазначається, що за часів президентства Джо Байдена фінансування отримала неурядова організація Tides Network, пов’язана з Народним фронтом визволення Палестини, у розмірі 2,6 мільйона доларів.

## Хід розслідування
26 березня 2025 року комітети Конгресу США надіслали запити шістьом НУО: Blue White Future, Movement for Quality Government, PEF Israel Endowment Funds, Jewish Communal Fund, Middle East Peace Dialogue Network та Rockefeller Philanthropy Advisors.
Комітет стверджує, що адміністрація Байдена-Гарріс неправомірно використовувала кошти американських платників податків для втручання у внутрішню політику Ізраїлю. Комітет характеризує це фінансування як «форму опосередкованої підтримки масових заворушень та опозиції до демократично обраного уряду». У меморандумі це розглядається як порушення правил функціонування некомерційних організацій у США, а також як порушення суверенітету Ізраїлю.
Станом на липень 2025 року розслідування триває. Очікується надсилання додаткових запитів на документи, судових повісток та проведення слухань. Станом на липень 2025 року жодних судових позовів або кримінальних справ не було порушено, хоча очікується подальша перевірка грантових виплат з боку Державного департаменту США та USAID.

## Оцінки
Прем’єр-міністр Ізраїлю Біньямін Нетаньяху та партія «Лікуд» назвали фінансування НУО спробою підриву ізраїльського уряду. Нетаньяху заявив, що меморандум підтверджує «масштабне іноземне втручання».
Неурядові організації відкинули звинувачення. Blue White Future заявила, що «категорично відкидає неправдиві та безпідставні звинувачення» і не отримувала коштів від урядових структур США. Jewish Communal Fund висловив готовність співпрацювати з комітетом, але не погодився з висновками меморандуму.
Республіканські законодавці, зокрема Джим Джордан, назвали дії адміністрації Байдена-Гарріс «ідеологічним втручанням». Демократи відкинули розслідування як політично вмотивоване.
Висвітлення теми обмежується американськими консервативними та ізраїльськими ЗМІ.